# Anne of the Island
Anne of the Island (no Brasil: Anne da Ilha) é o terceiro livro da série Anne of Green Gables, escrita pela autora canadense Lucy Maud Montgomery.
Anne da Ilha foi publicado em 1915, sete anos depois da publicação do best-seller Anne de Green Gables. Na continuação da história, Anne frequenta Redmond College em Kingsport, onde ela estuda, em busca do seu bacharelado em pedagogia.

## Introdução
Anne deixa Green Gables e seu trabalho como professora em Avonlea, para perseguir seu sonho original de continuar seus estudos em Redmond College, uma universidade na Nova Escócia. Gilbert Blythe e Charlie Sloane se matriculam também, assim como uma antiga amiga de Anne que frequentara a Queen's Academy, Priscilla Grant. Durante sua primeira semana de escola, Anne faz amizade com Philippa Gordon, uma linda garota cujos costumes frívolos a encantam. Phili (abreviação de Philippa) também é natural da cidade onde Anne nascera, Bolingbroke.
As meninas passam o primeiro ano da universidade, em pensões e, a partir de então, decidem morar em um lindo chalé chamado Patty's Place, próximo ao campus da Redmond College. As meninas entram em seu segundo ano em Redmond alegremente acomodadas em Patty's Place, junto com Stella Maynard e sua tia Jimsie (governanta da casa). Enquanto a vida continua em Avonlea e Diana Barry se casa com Fred Wright e Davy.
No meio de um dos anos de faculdade, Gilbert Blythe, que sempre amou Anne, a pede em casamento, mas Anne o rejeita; embora ela e Gilbert sejam muito próximos, ela tem fantasias sentimentais totalmente opostas sobre o amor e não reconhece seus verdadeiros sentimentos por Gilbert. O garoto, então, sai com o coração partido e os dois se afastam ainda mais.
Anne mais tarde dá as boas-vindas ao namoro de Roy Gardner, um estudante moreno e bonito de Redmond que a enche de atenção e gestos poéticos. No entanto, quando ele a propõe em casamento, depois de dois anos, Anne repentinamente percebe que Roy não pertence realmente à sua vida, e que ela só tinha sido apaixonada pela ideia dele como a personificação de seu ideal de infância.
Anne ficou tão envergonhada pela maneira como tratou Roy que achava que toda a sua experiência em Redmond poderia ter sido estragada. Ela retorna para Green Gables, com seu bacharelado, mas se encontra um pouco solitária. Diana dá à luz a seu primeiro filho, e Jane Andrews, uma velha amiga de escola, se casa com um milionário de Winnipeg. Tendo recebido uma oferta para ser a diretora da escola Summerside no outono, Anne está se mantendo ocupada durante o verão, quando ela descobre que Gilbert está gravemente doente com febre tifóide. Com o choque, Anne finalmente percebe quão profundos são seus verdadeiros sentimentos por Gilbert, e passa por um dia de angústias e medos, temendo que Gilbert morra sem saber os seus reais sentimentos. De manhã, Anne fica sabendo com gratidão que Gilbert estava melhorando. Posteriormente, o menino se recupera durante o verão, e finalmente, os dois ficam noivos.

## Título
O título do livro reflete o desenvolvimento de Anne. Enquanto estudava fora da Ilha do Príncipe Eduardo e, em particular, ao visitar o local de seu nascimento, ela se descobriu identificando a ilha como seu verdadeiro lar. Por diversas vezes, ela nega ser uma "Blue nose", como são apelidados os nascidos na província da Nova Escócia, considerando-se uma "ilhéu" até a medula.

## Livros relacionados
| # | Livro                    | Data de publicação | Idade de Anne |
| - | ------------------------ | ------------------ | ------------- |
| 1 | Anne de Green Gables     | 1908               | 11 - 16       |
| 2 | Anne de Avonlea          | 1909               | 16 - 18       |
| 3 | Anne da Ilha             | 1915               | 18 - 22       |
| 4 | Anne de Windy Poplars    | 1936               | 22 - 25       |
| 5 | Anne e a Casa dos Sonhos | 1917               | 25 - 27       |
| 6 | Anne de Ingleside        | 1939               | 34 - 40       |
| 7 | Vale do Arco-Íris        | 1919               | 41 - 48       |
| 8 | Rilla de Ingleside       | 1921               | 49 - 53       |

| Livro                         | Data de publicação |
| ----------------------------- | ------------------ |
| Chronicles of Avonlea         | 1912               |
| Further Chronicles of Avonlea | 1920               |
| The Blythes Are Quoted        | 2009               |

## Adaptações cinematográficas ou teatrais
- Os dois últimos episódios da minissérie em seis partes Anne of Avonlea (1975), estrelada por Kim Braden, são baseados em Anne of the Island.
- O segundo ato do musical Anne & Gilbert é baseado em Anne of the Island.
- A minissérie de televisão Anne of Green Gables: The Sequel (1987), estrelada por Megan Follows, foi amplamente inspirada neste livro.